# Мемориал «Героям-панфиловцам»

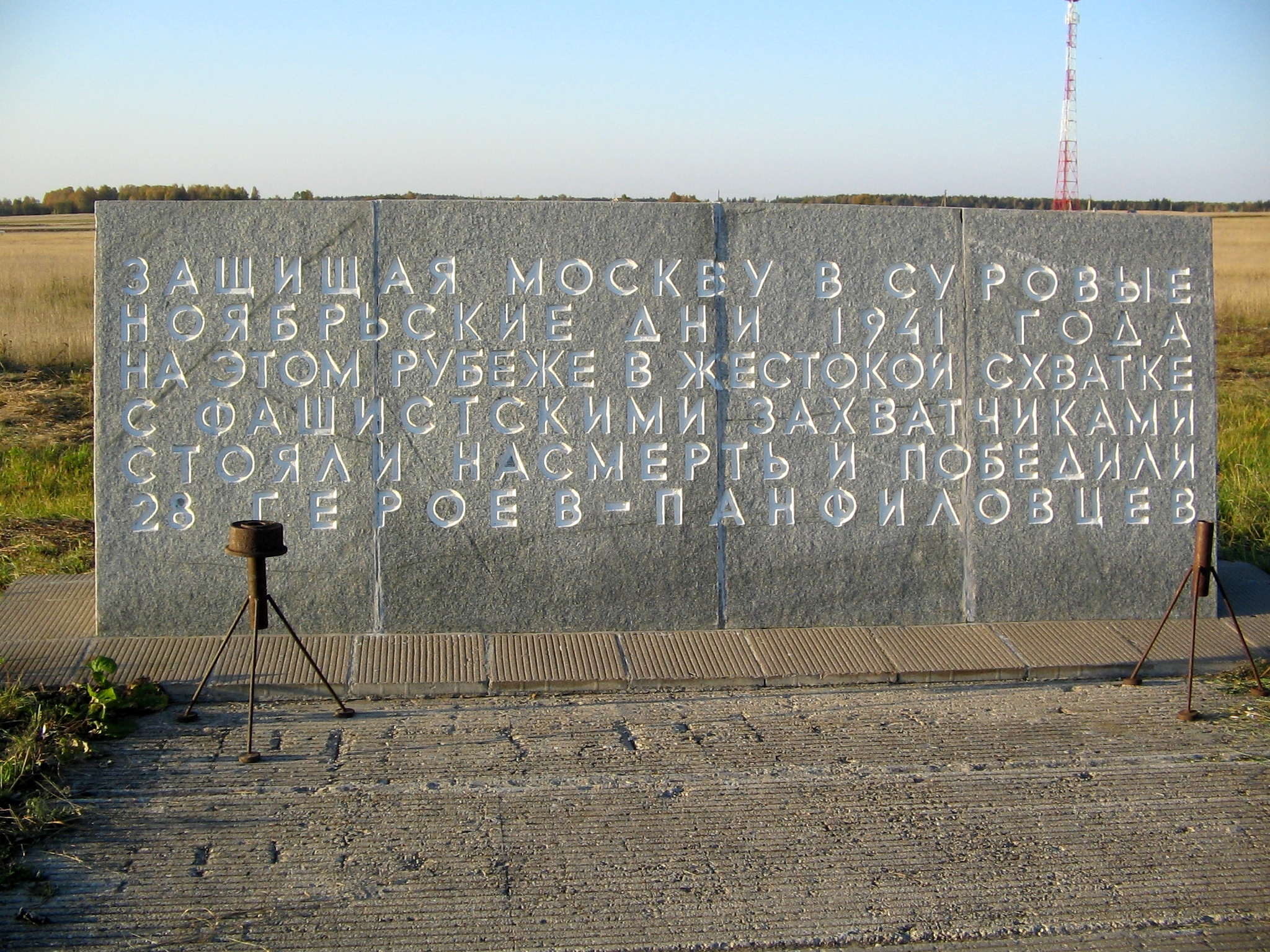

Мемориа́л «Геро́ям-панфи́ловцам» (оригинальное название — «Подвигу 28») — мемориальный комплекс, посвящённый 28 воинам Красной армии из состава группы истребителей танков 4-й роты 2-го батальона 1075-го стрелкового полка 316-й стрелковой дивизии генерал-майора И. В. Панфилова.
Комплекс был торжественно открыт к 30-летию Победы в Великой Отечественной войне, 6 мая 1975 года. На церемонии открытия присутствовали участники событий И. Д. Шадрин и Д. А. Кожубергенов.
Фигуры мемориала были размещены в поле, на обширной возвышенности. Скульпторами проекта выступили: Н. С. Любимов, А. Г. Постол, В. А. Фёдоров; архитекторами В. Н. Датюк, Ю. Г. Кривущенко, И. И. Степанов; главным инженером С. П. Хаджибаронов.
Мемориальный комплекс состоит из шести монументальных скульптур высотой 10 метров, олицетворяющих воинов шести национальностей, сражавшихся в рядах дивизии Панфилова.
Комплекс разбит на три части. Спереди располагается скульптура («Вперёдсмотрящий») политрука, вглядывающегося в даль из-под руки. В отдалении — две скульптуры бойцов, сжимающих в руках противотанковые гранаты. В центре — композиция «Клятва на верность Родине», состоящая из трёх скульптур воинов с лицами, преисполненными решимости.
Впереди скульптурной группы сооружена широкая полоса из бетонных плит, символизирующая оборонительный рубеж, дальше которого немецкие войска не прошли. Одним концом полоса упирается в гранитную стену с описанием трагических событий, другим — в ритуальную площадь, выложенную бетонными плитами.
Между бетонной полосой и скульптурной группой находится площадка со звездой из красного гранита, предназначенная для возложения венков.
| Левее скульптуры, на гранитной плите высечены слова: «Защищая Москву в суровые ноябрьские дни 1941 года на этом рубеже в жестокой схватке c фашистскими захватчиками стояли насмерть и победили 28 героев-панфиловцев» |

На территории комплекса сооружена смотровая площадка в виде массивного железобетонного дота, с которой хорошо виден рубеж, где сражались Герои-панфиловцы. В доте оборудован интерактивный музей «Блиндаж». Здесь же со времён войны сохранены три окопа.
| В парке установлена гранитная плита, на которой написано:: «ЗДЕСЬ 16 ноября 1941 года защищая Москву сражались 28 героев ПАНФИЛОВЦЕВ. Славные сыны нашего народа преградили дорогу 50 фашистским танкам» От имени сердца, от имени жизни повторяем — ВЕЧНАЯ СЛАВА ГЕРОЯМ! |

И З О Б Р А Ж Е Н И Я
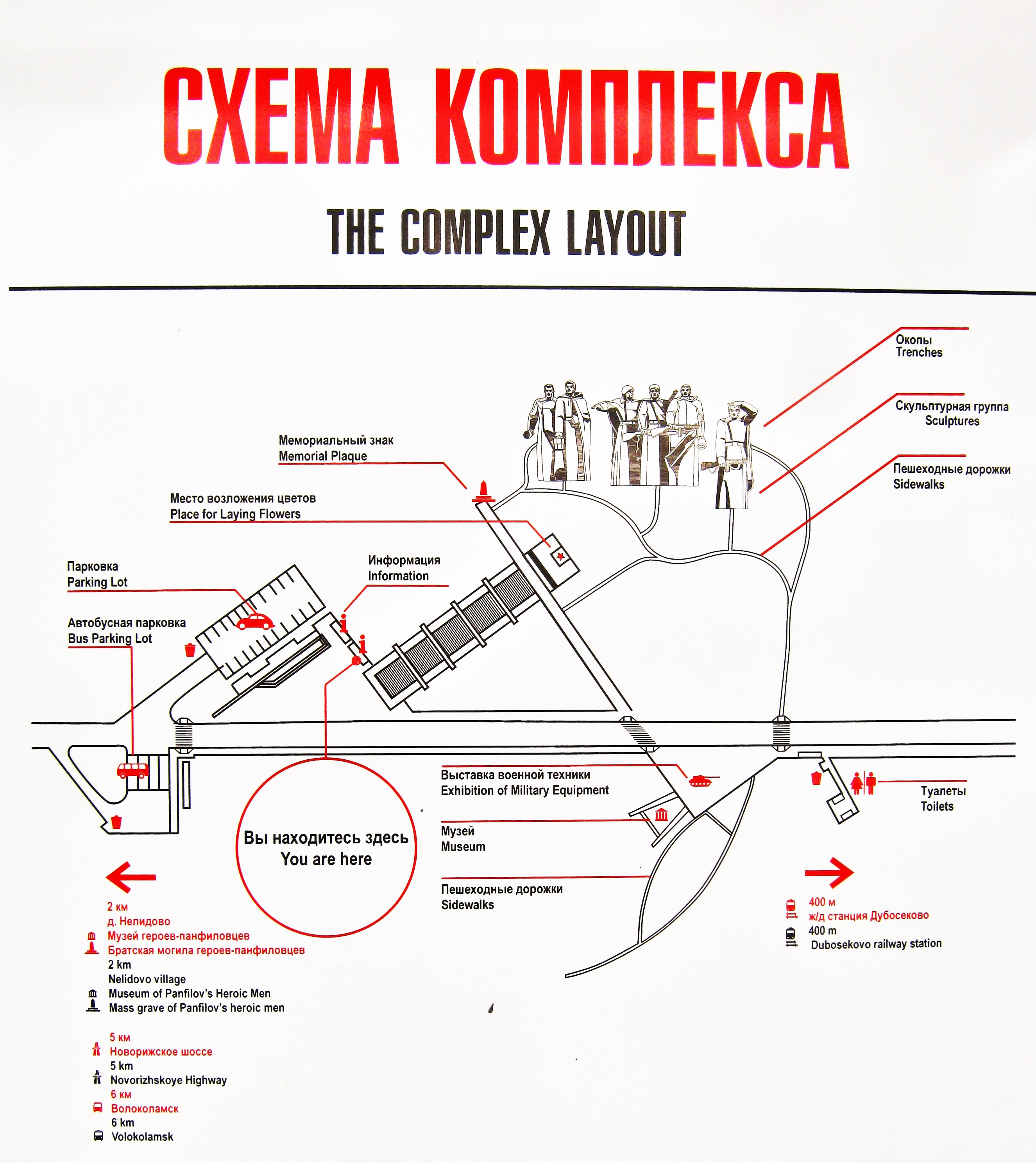
Схема комплекса
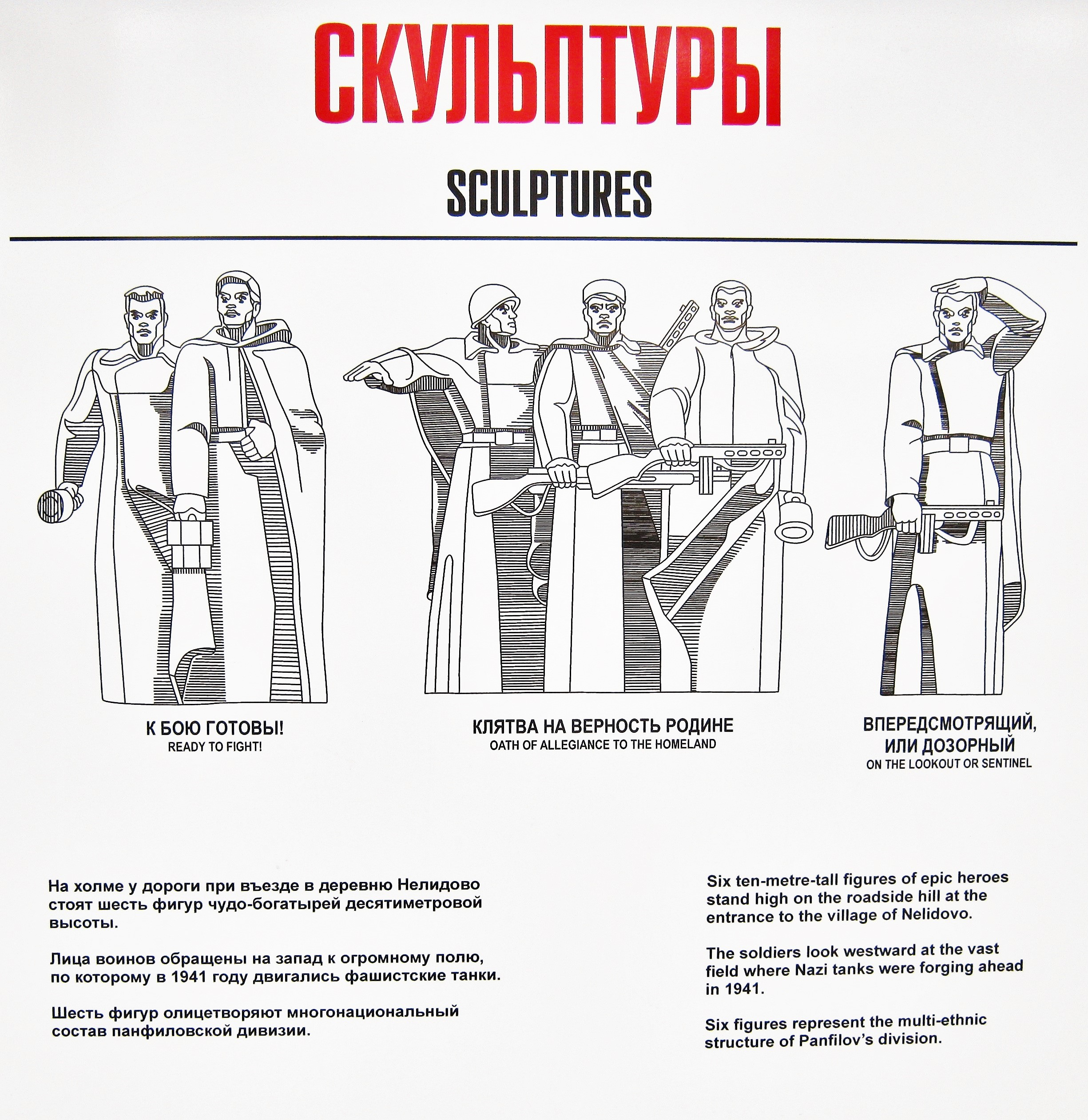

### Музей в Нелидово
В километре от комплекса, в деревне Нелидово, в местном доме культуры расположен музей Героев-панфиловцев. Музей рассказывает о подвигах бойцов и командиров Панфиловской дивизии. В первом зале музея находятся портреты Героев Советского Союза, участников боя у разъезда Дубосеково. В экспозиции представлены документы, письма, предметы вооружения, личные вещи героев (в том числе лупа и курвиметр, которые принадлежали генералу И. В. Панфилову), личные вещи ветеранов дивизии.
За околицей деревни Нелидово находится братская могила Героев-панфиловцев.